# Jefe de Gabinete de la Casa Blanca
El jefe de Gabinete de la Casa Blanca, a veces llamado jefe de empleados o jefe de personal (White House Chief of Staff, en inglés) es el puesto más alto de las oficinas de la rama ejecutiva del presidente de los Estados Unidos y es un miembro de alto nivel en el Gabinete de los Estados Unidos. Puede ser una posición de alto poder, y en ocasiones recibe el nombre «el segundo hombre más poderoso de Washington». 
El 20 de enero de 2025, Susie Wiles asumió como jefa de Gabinete de la Casa Blanca.

## Historia y su trabajo
Originalmente, el puesto de jefe de Gabinete de la Casa Blanca se llamaba asistente del presidente de los Estados Unidos; el puesto actual fue creado en 1946 para ser encargado de controlar el trabajo del personal del Ala Oeste de la Casa Blanca.
Los cometidos del jefe de Gabinete de la Casa Blanca pueden variar mucho de una administración a otra, pero generalmente siempre es la persona responsable de las actividades de los empleados de la Casa Blanca, manejando el horario de trabajo y la agenda diaria del presidente, y acceso a él. Este último trabajo, el de manejar el acceso al presidente, ha logrado que reciba el apodo de "guardapuertas" o "copresidente". El jefe de Gabinete de la Casa Blanca cuenta con la confianza política del presidente.
No todos los presidentes han tenido formalmente un jefe de Gabinete de la Casa Blanca. El presidente Kennedy no tuvo uno, pero sí tuvo un ayudante igual, el señor Kenneth O'Donnell. El presidente Carter no tuvo uno hasta los últimos años de su Presidencia. 
Varios de ellos fueron políticos que habían tenido puestos de importancia y algunos siguieron su carrera después de dejar su puesto. Por ejemplo, el jefe de Gabinete de la Casa Blanca del presidente Nixon, Alexander Haig fue después secretario de Estado, y el jefe de Gabinete de la Casa Blanca del presidente Ford, fue Dick Cheney, vicepresidente durante el mandato de George W. Bush.
Un presidente al que no le gusta hablar o atender "todos" los asuntos de la presidencia, tiene un jefe de Gabinete de la Casa Blanca con más influencia en la Casa Blanca, casi como un "primer ministro". Un puesto como ese, sí existe en varios países con sistemas presidencialistas tales como en Rusia o Francia. En estos, el primer ministro se encarga de las cosas del día a día y mientras que el presidente se dedica a las políticas más relevantes. De estos jefes de Gabinete de la Casa Blanca "ministros", fueron James Baker y Donald Regan para el presidente Reagan.
Por contraste, Andrew Card, el primer jefe de Gabinete de la Casa Blanca del presidente George W. Bush, no tuvo la fama de ser una figura con poder o importancia, en parte porque el presidente Bush hablaba directamente con los secretarios de su Gabinete.

## Lista de jefes de Gabinete de la Casa Blanca
| Jefe de Gabinete de la Casa Blanca | Presidente        | Años      |
| ---------------------------------- | ----------------- | --------- |
| John R. Steelman                   | Harry Truman      | 1946–1952 |
| Sherman Adams                      | Dwight Eisenhower | 1953–1958 |
| Wilton Persons                     | Dwight Eisenhower | 1958–1961 |
| Vacante                            | John F. Kennedy   | 1961–1963 |
| W. Marvin Watson                   | Lyndon Johnson    | 1963–1968 |
| H. R. Haldeman                     | Richard Nixon     | 1969–1973 |
| Alexander Haig                     | Richard Nixon     | 1973–1974 |
| Donald Rumsfeld                    | Gerald Ford       | 1974–1975 |
| Dick Cheney                        | Gerald Ford       | 1975–1977 |
| Vacante                            | Jimmy Carter      | 1977–1979 |
| Hamilton Jordan                    | Jimmy Carter      | 1979–1980 |
| Jack Watson                        | Jimmy Carter      | 1980–1981 |
| James Baker                        | Ronald Reagan     | 1981–1985 |
| Donald Regan                       | Ronald Reagan     | 1985–1987 |
| Howard Baker                       | Ronald Reagan     | 1987–1988 |
| Kenneth Duberstein                 | Ronald Reagan     | 1988–1989 |
| John H. Sununu                     | George H. W. Bush | 1989–1991 |
| Samuel K. Skinner                  | George H. W. Bush | 1991–1992 |
| James Baker                        | George H. W. Bush | 1992–1993 |
| Mack McLarty                       | Bill Clinton      | 1993–1994 |
| Leon Panetta                       | Bill Clinton      | 1994–1997 |
| Erskine Bowles                     | Bill Clinton      | 1997–1998 |
| John Podesta                       | Bill Clinton      | 1998–2001 |
| Andrew Card                        | George W. Bush    | 2001–2006 |
| Joshua B. Bolten                   | George W. Bush    | 2006–2008 |
| Rahm Emanuel                       | Barack Obama      | 2009-2010 |
| Pete Rouse                         | Barack Obama      | 2010-2011 |
| William M. Daley                   | Barack Obama      | 2011-2012 |
| Jack Lew                           | Barack Obama      | 2012-2013 |
| Denis McDonough                    | Barack Obama      | 2013-2017 |
| Reince Priebus                     | Donald Trump      | 2017      |
| John Kelly                         | Donald Trump      | 2017-2019 |
| Mick Mulvaney                      | Donald Trump      | 2019-2020 |
| Mark Meadows                       | Donald Trump      | 2020-2021 |
| Ron Klain                          | Joe Biden         | 2021-2023 |
| Jeff Zients                        | Joe Biden         | 2023-2025 |
| Susie Wiles                        | Donald Trump      | 2025-act. |